# Anja Crevar
Anja Crevar –en serbio, Ања Цревар– (Pančevo, 24 de mayo de 2000) es una deportista serbia que compite en natación. Ganó una medalla de plata en el Campeonato Europeo de Natación en Piscina Corta de 2021, en la prueba de 400 m estilos.

## Palmarés internacional
| Campeonato Europeo en Piscina Corta | Campeonato Europeo en Piscina Corta | Campeonato Europeo en Piscina Corta | Campeonato Europeo en Piscina Corta |
| Año                                 | Lugar                               | Medalla                             | Prueba                              |
| ----------------------------------- | ----------------------------------- | ----------------------------------- | ----------------------------------- |
| 2021                                | Kazán (Rusia)                       | Medalla de plata                    | 400 m estilos                       |